# Abutilon glaucum
Abutilon glaucum là một loài thực vật có hoa trong họ Cẩm quỳ. Loài này được (Cav.) Cav. mô tả khoa học đầu tiên năm 1868.